# Перішору (комуна)
Перішору (рум. Perișoru) — комуна у повіті Келераш в Румунії. До складу комуни входять такі села (дані про населення за 2002 рік):
- Меркулешть-Гаре (466 осіб)
- Перішору (4344 особи)
- Тудор-Владіміреску (786 осіб)

Комуна розташована на відстані 115 км на схід від Бухареста, 31 км на північний схід від Келераші, 91 км на захід від Констанци, 116 км на південь від Галаца.

## Населення
За даними перепису населення 2002 року у комуні проживали 5596 осіб.
Національний склад населення комуни:
| Національність | Кількість осіб | Відсоток |
| -------------- | -------------- | -------- |
| румуни         | 5581           | 99,7%    |
| цигани         | 8              | 0,1%     |
| українці       | 4              | 0,1%     |
| угорці         | 3              | 0,1%     |

Рідною мовою назвали:
| Мова       | Кількість осіб | Відсоток |
| ---------- | -------------- | -------- |
| румунська  | 5593           | 99,9%    |
| угорська   | 2              | < 0,1%   |
| українська | 1              | < 0,1%   |

Склад населення комуни за віросповіданням:
| Релігія                             | Кількість осіб | Відсоток |
| ----------------------------------- | -------------- | -------- |
| православні                         | 5492           | 98,1%    |
| адвентисти                          | 47             | 0,8%     |
| п'ятдесятники                       | 20             | 0,4%     |
| лютерани                            | 13             | 0,2%     |
| римо-католики                       | 8              | 0,1%     |
| бретрени                            | 4              | 0,1%     |
| реформати                           | 1              | < 0,1%   |
| греко-католики                      | 1              | < 0,1%   |
| мусульмани                          | 1              | < 0,1%   |
| лютерани (Аугсбурзького сповідання) | 1              | < 0,1%   |
| атеїсти                             | 1              | < 0,1%   |